# 阿拉莫鎮區 (阿肯色州蒙哥馬利縣)
阿拉莫鎮區（英語：Alamo Township）是位於美國阿肯色州蒙哥馬利縣的一個行政鎮區。

## 地方資料
阿拉莫鎮區的面積為96.86平方千米，當中陸地面積為96.71平方千米，而水域面積為0.15平方千米。根據2010年美國人口普查的數據，當地共有人口166人，而人口密度為每平方千米1.71人。